# 達克克里克鎮區 (密蘇里州斯托達德縣)
達克克里克鎮區（英語：Duck Creek Township）是位於美國密蘇里州斯托達德縣的一個行政鎮區。

## 地方資料
達克克里克鎮區的面積為360.67平方千米，當中陸地面積為355.28平方千米，而水域面積為5.39平方千米。根據2020年美國人口普查的數據，當地共有人口3045人，而人口密度為每平方千米8.44人。